# Николаевка (Бурлинский район)
Николаевка — упразднённое село в Бурлинском районе Алтайского края. Входило в состав Михайловского сельсовета. Ликвидировано в 1969 г.

## История
Основано в 1909 году. В 1928 г. посёлок Николаевка состоял из 66 хозяйств, в составе Петровского сельсовета Ново-Алексеевского района Славгородского округа Сибирского края. Сельскохозяйственная артель «Труд земледельца». С 1950 г. отделение колхоза «Прогресс». С 1966 г. отделение совхоза «Тополинский».

## Население
В 1928 году в посёлке проживало 334 человека (172 мужчины и 162 женщины), основное население — украинцы.